# Lousal

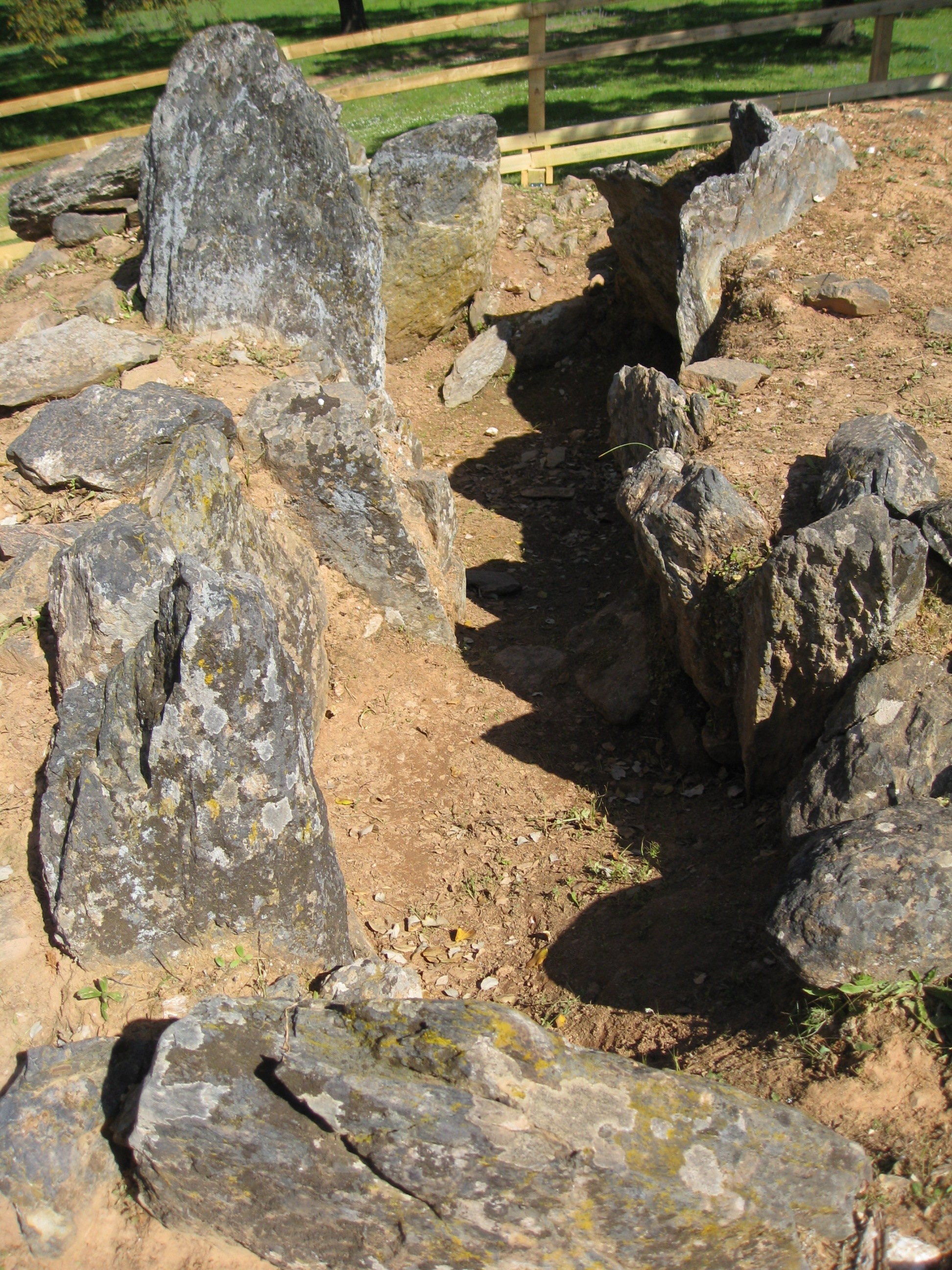
Megalithmonument in Monte do Lousal

Lousal ist ein Ort in der Freguesia Azinheira dos Barros e São Mamede do Sádão im westlichen Teil des Landkreises Grândola (Portugal). Bekannt wurde der Ort durch eine Pyritmine im Pyritgürtel der südiberischen Halbinsel, die erstmals im Jahre 1900 eröffnet wurde und im Jahre 1928 zur Gesellschaft SAPEC, die auch in Aljustrel die Ausbeutung der Pyritmine übernahm, wechselte. Im Jahre 1988 wurde diese Mine geschlossen.
Der Ort hat seither eine hohe Arbeitslosigkeit aufzuweisen und leidet unter der sozialen Misere. Heute gibt es ein Minen-Museum. Zu diesem Komplex gehören heute auch ein Minen-Restaurant und ein Hotel sowie ein lokales Zentrum für Handwerk und Kunstgegenstände. Seit dem Jahre 2000 erhielt das Projekt Förderung von der Europäischen Gemeinschaft und kann deshalb der einheimischen Bevölkerung Arbeitsplätze bieten, die durch die Schließung der Mine weitestgehend verloren gegangen sind. Neben dem Ort befindet sich ein Stausee.
Auf einem Hügel am Ortsrand befindet sich die Megalithanlagen von Lousal.

## Bergbaumuseum
Das Bergbaumuseum von Lousal ist ein Museum im Dorf Lousal und wird auch 'Centro Ciência Viva do Lousal' genannt. Das Museum befindet sich im alten Gebäude des Kraftwerks auf dem Gelände der stillgelegten Mine und stellt einen wichtigen Beitrag im Bereich der portugiesischen Industriearchäologie dar.
Das Museum wurde am 30. Juni 2010 offiziell eingeweiht und ist das Ergebnis einer Partnerschaft zwischen der Frédéric Velge Foundation (bestehend aus dem Stadtrat von Grândola und der Firma SAPEC), der Fakultät für Naturwissenschaften der Universität von Lissabon und der nationalen Agentur für wissenschaftliche und technologische Kultur in Zusammenarbeit mit dem Vereins Ciência Viva do Lousal.

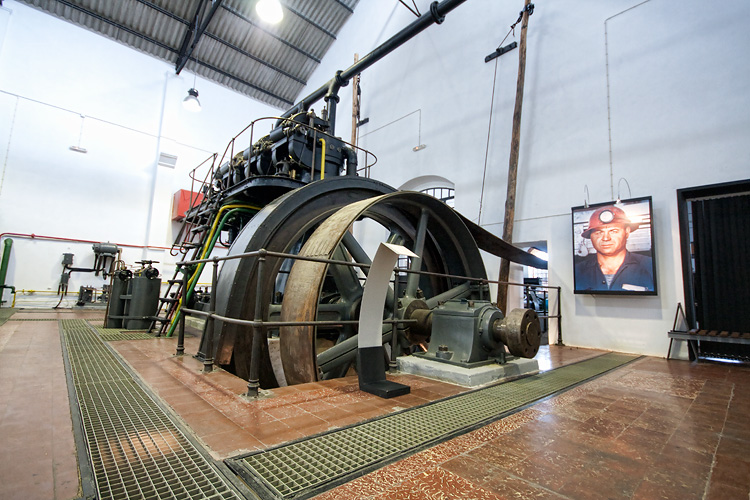
Bergbaumuseum von Lousal.

## Umwelt
In Lousal ist die ökologische Situation nach der Minenschließung immer noch ungeklärt. Niemand übernahm die Sanierung der Umweltschäden und Altlasten und nach wie vor gibt es Seen mit giftigen schwefelhaltigen Abfällen direkt im Ort.

## Galerie

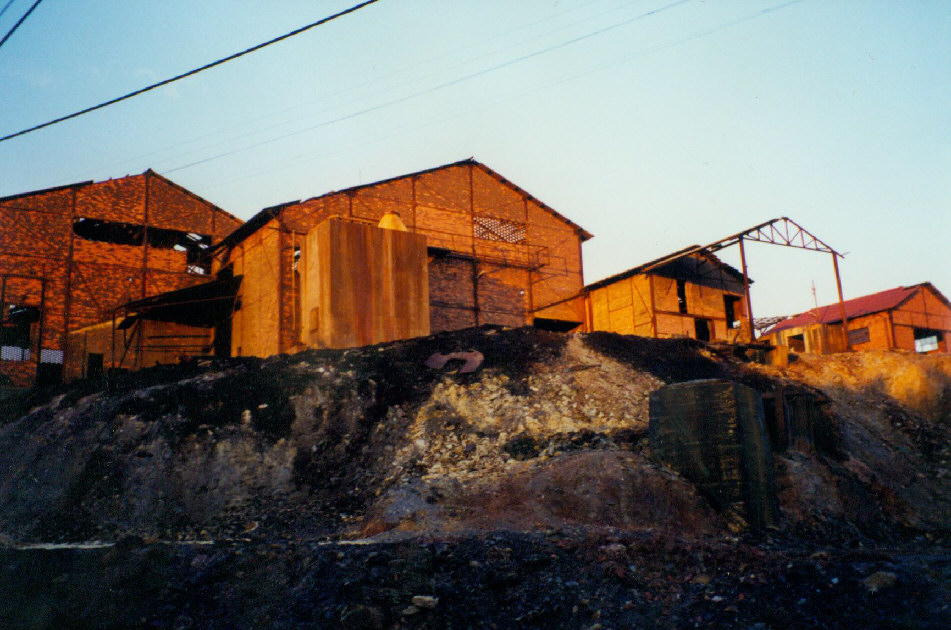
Pyritmine von Lousal
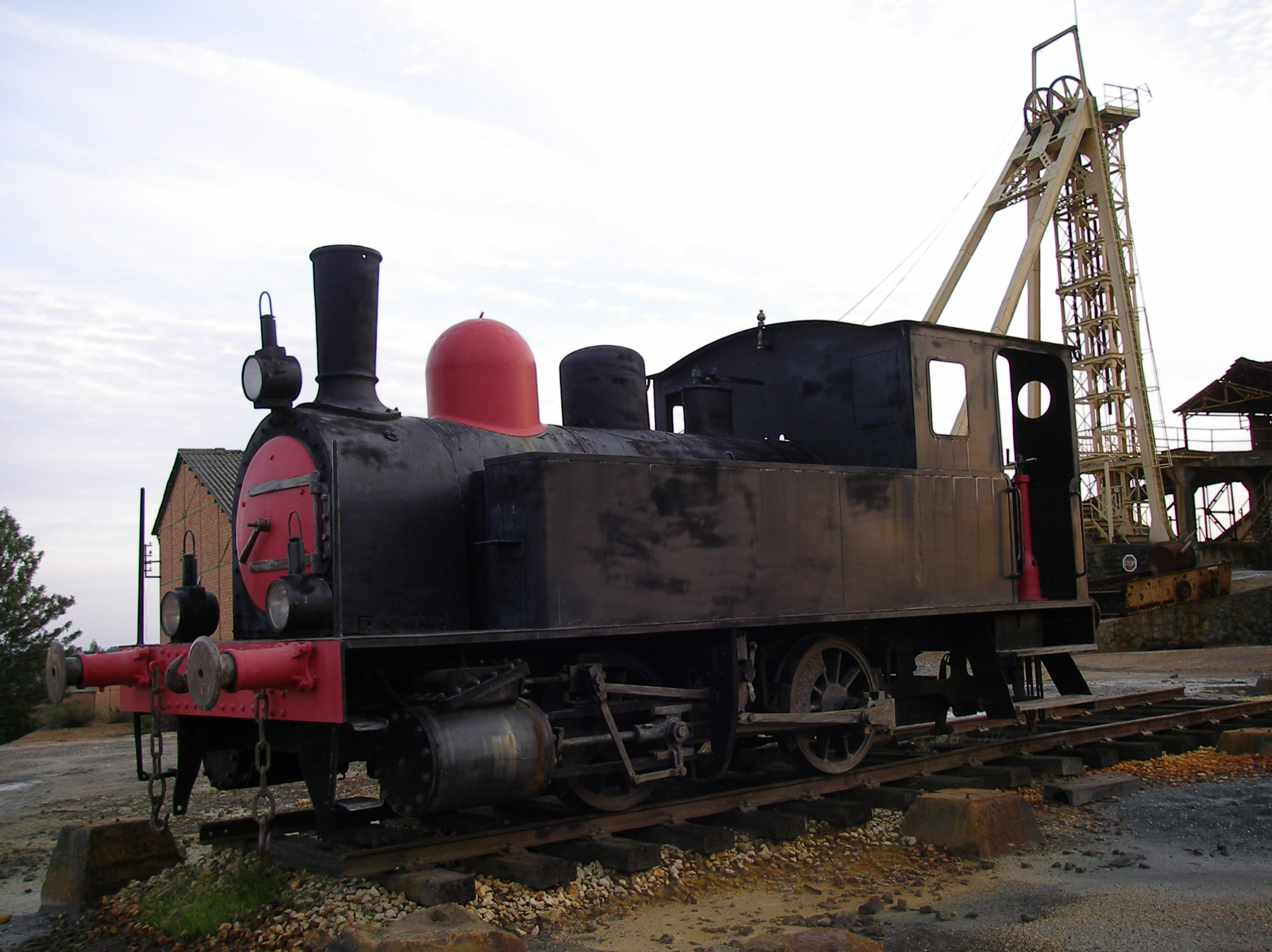
Minenmuseum von Lousal
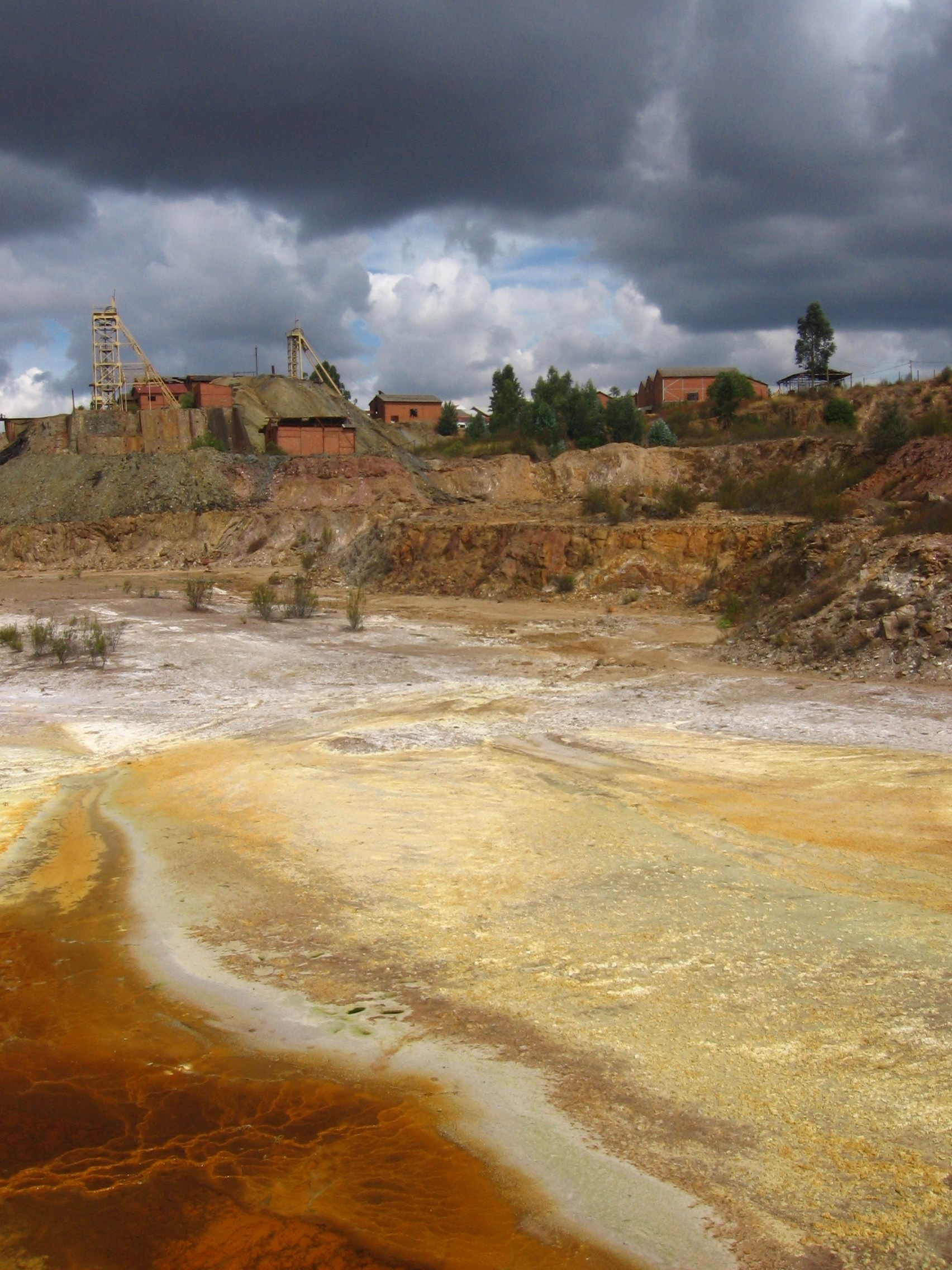
Umweltschäden der Mina de Lousal